# Odds ratio
L'odds ratio (OR) o rapporto di probabilità e il rischio relativo (RR) sono i due metodi di misurazione del grado di correlazione statistica più diffusi in epidemiologia.
L'OR è un dato statistico che misura il grado di correlazione tra due fattori; per esempio in epidemiologia, la correlazione tra un fattore di rischio e una malattia.
Negli studi di caso-controllo, per i quali non è necessaria la raccolta dei dati nel tempo, l'OR non calcola un andamento e, anzi, è indipendente dal fattore durata.
Invece, negli studi prospettici, si utilizza allo stesso scopo il calcolo del rischio relativo.

## Calcolo dell'odds ratio
Il calcolo dell'odds ratio prevede il confronto tra le frequenze di comparsa dell'evento (ad esempio l'evento "malattia") rispettivamente nei soggetti esposti e in quelli non esposti al fattore in esame. L'odds ratio è, quindi, definito come il rapporto tra l'odds della malattia tra soggetti esposti e l'odds della malattia tra soggetti non esposti:
{\displaystyle odds_{E}={\frac {Pr(malattia|esposizione)}{Pr(non\,malattia|esposizione)}}={\frac {Pr(malattia|esposizione)}{1-Pr(malattia|esposizione)}}}
{\displaystyle odds_{\neg E}={\frac {Pr(malattia|non\,esposizione)}{Pr(non\,malattia|non\,esposizione)}}={\frac {Pr(malattia|non\,esposizione)}{1-Pr(malattia|non\,esposizione)}}}
{\displaystyle OR={\frac {odds_{E}}{odds_{\neg E}}}}

## Interpretazione dei risultati
Se il valore dell'OR è uguale a 1, significa che l'odds di esposizione nei sani è uguale all'odds di esposizione nei malati, cioè il fattore in esame è ininfluente sulla comparsa della malattia.
Se il valore dell'OR è maggiore di 1, il fattore in esame può essere implicato nella comparsa della malattia (fattore di rischio).
Se il valore dell'OR è minore di 1, il fattore in esame è una difesa contro la malattia (fattore protettivo).